# De los Anillos de Poder y la Tercera Edad
De los Anillos de Poder y la Tercera Edad es la quinta y última parte de El Silmarillion, de J. R. R. Tolkien, siendo esta la parte más corta de todo el libro, consistente en tan sólo unas 20 páginas.
La obra es un ensayo histórico ficticio y en ella se narra el preámbulo y los hechos mismos de los eventos ocurridos en la novela épica de Tolkien El Señor de los Anillos pero al estilo de El Silmarillion.
Después de la muerte de Tolkien en 1973, Christopher Tolkien completó esta parte con la ayuda de Guy Gavriel Kay. De los Anillos de Poder y la Tercera Edad comparte algunas similitudes con la narración de Elrond en La Comunidad del Anillo durante el capítulo de El Concilio de Elrond; ambos no divulgan ningún detalle de como Arnor fue destruido y cómo el reino de Gondor dejó de tener un rey. La cercanía es, quizás, intencional. Mientras Elrond cuenta la Segunda y Tercera Edades del Sol desde su punto de vista, El Silmarillion se supone que lo hace desde el punto de vista de los eldar.
En La traición de Isengard, libro de la serie de La historia de la Tierra Media editada por Christopher Tolkien, se puede encontrar información sobre los antecedentes y el desarrollo de este ensayo por el autor.

## La Segunda Edad
En la Primera Edad, el astuto y malévolo ser, Sauron, había sido el aliado principal del malvado señor oscuro Melkor (más tarde llamado Morgoth) y jugó un papel decisivo en muchos de los intentos de Morgoth en convertirse en el gobernante de la Tierra Media. Al final de la Primera Edad, los valar (cuyo poder gobierna el mundo) se unen con los hombres y los elfos para derrotar a Morgoth, que es capturado y arrojado al vacío. Pero Sauron (junto con otros agentes de Morgoth, incluyendo balrogs y dragones) logra escapar de la caída de su amo. Aquellos hombres que lucharon en el bando de los valar se les permite vivir en la isla de Númenor cerca de Aman donde viven los valar, mientras que la Tierra Media es en sí misma abandonada en gran medida a Sauron y sus secuaces en el comienzo de la Segunda Edad.

## Los Anillos de Poder
Sin embargo no todos en la Tierra Media permanecen bajo el dominio de Sauron. Los elfos que habían sobrevivido a las vicisitudes de la Primera Edad fundan un nuevo reino en Eregion, y durante la Segunda Edad, los elfos de Eregion forjan muchos anillos mágicos, entre ellos, 19 Anillos de Poder con la ayuda de Sauron. En este momento Sauron todavía es capaz de transformarse en una forma bella y se las arregla para engañar a los elfos y hacerles creer que sus intenciones son buenas. Pero los había engañado, en secreto había forjado el Anillo Único para sí mismo con el fin de esclavizarlos a ellos y a todos los demás pueblos en la Tierra Media.
El plan de Sauron falla, debido a que los elfos descubren su plan y desechan sus anillos hasta que pudieran estar a salvo de su influencia. Sauron entonces libra una guerra en contra los elfos, capturando así todos los Anillos de Poder, con excepción de tres que estaban ocultos, ya que no había participado en la creación de estos últimos. Muchos elfos mueren y el reino de Eregion es destruido, sin embargo los hombres de Númenor ayudan a los elfos y logran repeler a Sauron. Después de la guerra, Sauron da siete anillos a los enanos y nueve a los hombres.
Los enanos prueban ser inmunes a su influencia, pero se despierta en ellos la avaricia por el oro, pero los hombres demuestran ser más débiles. Los nueve hombres que habían recibido los anillos se convirtieron en grandes señores, reyes y guerreros de su tiempo, pero finalmente cayeron bajo el dominio de Sauron, convirtiéndose en los temidos Nazgûl, los espectros del anillo.

## Fundación de Arnor y Gondor
Cientos de años después, los hombres de Númenor deciden capturar a Sauron para demostrar su poder, sin darse cuenta del Anillo de Sauron y el poder que ejercía cuando lo usaba. Tal como se describe en «Akallabêth», Sauron es llevado a Númenor como rehén y parece mostrar remordimiento por sus actos. Sin embargo, él ha tomado una apariencia hermosa y su bondad aparente y la lengua persuasiva pronto corrompe la mayoría de los Númenóreanos y se convierte en el principal consejero del rey. Sauron anima a los Númenóreanos a dejar de lado su tradicional veneración de Eru (Ilúvatar), para tomar el culto a Melkor (Morgoth), antiguo maestro de Sauron, y hacer sacrificios humanos para él. Bajo la influencia de Sauron, los Númenóreanos finalmente deciden a desafiar los valar al invadir Aman. Como castigo por sus ofensas, su flota es aniquilada, Númenor misma es destruida y se hundió bajo las olas, pero de nuevo Sauron consigue escapar y huye a la Tierra Media.
Sólo unos pocos supervivientes consiguen salir de Númenor antes de que sea demasiado tarde, y dirigidos por Elendil el Alto y sus dos hijos Isildur y Anárion, se asientan en la Tierra Media. Crean reinos gobernados a la manera de Númenor. Elendil reina sobre Arnor en el Norte, e Isildur y Anárión reinan juntos en el gran país de Gondor en el sur. Sin embargo, Sauron sobrevivió al desastre también, y aunque ha perdido su apariencia falsa (y nunca más podría tomar un aspecto hermoso de nuevo), tanto él como su Anillo regresan a salvo, a su fortaleza de antaño en la tierra de Mordor.
Los años pasan, Sauron, que había renovado sus fuerzas, decide atacar a los nuevos reinos mientras aún estaban débiles. Su ataque no funciona, además, Elendil, sus hijos, los elfos comandados por su rey Gil Galad, los enanos de Khazad Dum y los hombres de Númenor se unen frente al enemigo común. Durante siete años la gran coalición (La última Alianza de Elfos y Hombres, como se la conoció) sitian Mordor, forzando a Sauron (Gorthaur) a salir, allí murieron Anárion, el rey elfo Gil Galad y finalmente en un feroz enfrentamiento el rey Elendil, quien al morir cae y su espada se quiebra bajo su cuerpo, mientras derriba a Sauron, así es Isildur quien con la empuñadura de narsil (espada del rey) corta el dedo de Sauron con el anillo único, quedándoselo y reduciendo al maia a un espíritu menor que huye escondiéndose durante muchos años, buscando y ansiando su anillo. Sauron vuelve más adelante como el Nigromante en El hobbit, y luego regresa a Barad-dûr en la época en que transcurre El Señor de los Anillos.

## La Tercera Edad
Elrond le suplica a Isildur destruir el Anillo en el fuego del Monte del Destino, donde se hizo, pero Isildur le toma para sí y declara que le pertenece a él y a su pueblo, en consuelo tras las enormes pérdidas de la guerra. Así, la Tercera Edad en la Tierra Media comienza con la fatídica decisión de Isildur de mantener el Anillo de Poder, que pone en movimiento los eventos que se conducen a la Guerra del Anillo. Isildur mismo muere poco después en una emboscada repentina por una banda de orcos. Isildur trata de escapar poniéndose el anillo, pero este lo traiciona y se desliza fuera de su dedo, y se pierde en el gran río Anduin.
Herederos de sangre real son elegidos para dirigir Arnor y Gondor. Durante un milenio ambos reinos disfrutan de una relativa libertad y prosperidad. Después, Arnor se convirtió en objeto de ataques desde el nororiental reino de Angmar, un reino que era gobernado por el Rey Brujo, Señor de los Nazgûl. Más y más personas huyen de la guerra en el Norte y, aunque el Rey brujo de Angmar es derrotado en el inicio del tercer milenio de la Tercera Edad, el reino de Arnor deja de existir. Su gente está dispersa, y su realeza disminuye en número y la fama, sin embargo siguen siendo fieles a su ascendencia Númenóreana. Se convierten en los montaraces del Norte, protegiendo los caminos del norte de la amenaza del Este.
Mientras tanto, Gondor prospera durante gran parte de la Tercera Edad. Esto comienza a cambiar en el inicio de su tercer milenio, cuando Gondor es asaltado por los orcos y hombres desde el cercano Mordor. Durante mucho tiempo, nadie sospecha que la misma fuerza que había impulsado los ataques contra Arnor ahora está luchando contra Gondor.

## El arribo de los magos
Mil años antes, varios magos habían llegado a la tierra, Saruman, Radagast, Gandalf, y los magos azules, Alatar y Pallando. Desconocidos para los pueblos de la Tierra Media, son emisarios de Occidente, enviados en nombre de los valar para ayudarles a obtener la libertad. Durante muchos siglos se quedaron en silencio, y poco hicieron, aparte de la observar y aconsejar. Sin embargo, como los tiempos empezaban a oscurecerse, deciden tomar medidas contra una misteriosa fuerza oscura que parece habitar en medio de un bosque gigante llamado el Bosque Negro. Durante el ataque, la misteriosa fuerza huye a Mordor y descubren que era el espíritu de Sauron, que se pensaba anteriormente que había perecido. Ese mismo año el Anillo es encontrado por Bilbo Bolsón.

## La Guerra del Anillo
Sauron hace la guerra a la Tierra Media de nuevo, pero Frodo Bolsón, el sobrino de Bilbo, viaja al Monte del Destino y destruye el anillo, venciendo de una vez por todas a Sauron. (Tenga en cuenta que en este libro específicamente se le acredita a Frodo la destrucción del Anillo. No se menciona que, al final, Frodo cayó en la tentación del Anillo, y que decide no renunciar a él voluntariamente, como se relata en El retorno del Rey).
Después de esto, es claro que Gandalf tenía el anillo rojo, Narya, y que Galadriel y Elrond tenían los otros dos anillos. Aragorn hijo de Arathorn (descendiente directo de muchos de los personajes que aparecen antes en El Silmarillion impreso) se menciona brevemente, específicamente relata como regreso a reclamar el trono y sus luchas antes de volver al reino de Gondor. El ensayo termina con la partida de los Guardianes de los Anillos desde los Puertos Grises (al final de El Señor de los Anillos) y la partida de la última nave de los eldar para abandonar la Tierra Media. Por lo tanto, «el fin había llegado a los eldar, de historia y de la canción».
- Datos: Q331226